# Світланове
Світла́нове — вантажно-пасажирська вузлова залізнична станція Лиманської дирекції Донецької залізниці.
Розташована у селищі Комишуваха, Сіверськодонецький район, Луганської області на перетині двох ліній Сіверськ — Родакове та Світланове — Венгерівка між станціями Сентянівка (28 км), Ниркове (10 км) та Венгерівка (3 км).
У свій час виконувала сортувальні функції для шахт «Карбоніт» та «Гірська».
Через військову агресію Росії на сході Україні транспортне сполучення припинене.